# Rise Against
A Rise Against 1999-ben alakult, chicagói punk-rock zenekar. Jelenlegi tagjai: Tim McIlrath (ének, ritmusgitár), Zach Blair (szólógitár, vokál), Joe Principe (basszusgitár, vokál) és Brandon Barnes (dob).
Az együttes az első öt évét a független Fat Wreck Chords kiadónál töltötte, ahol kiadták első két stúdióalbumukat The Unraveling (2001) és Revolutions Per Minute (2003) címmel. Mindkét lemez elfogadható sikereket hozott, így 2003-ban a Geffen (UMG) kiadóhoz kerültek.
A Geffennél a Siren Song of the Counter Culture albummal debütáltak, ez hozta közelebb őket a mainstream sikerekhez. Negyedik stúdióalbumuk, a The Sufferer & the Witness 10. helyet ért el a Billboard 200-as listáján, és többségében pozitív kritikákat kapott. Az ötödik albumukat, az Appeal to Reason-t 2008. október 7-én adták ki, ez a Billboard 200-as listáján a harmadik helyen végzett. Mind a három Geffennél kiadott anyag platinalemez lett Kanadában, és aranylemez az Amerikai Egyesült Államokban. 6. albumuk 2011. március 15-én jelent meg Endgame címmel, ez érte el a legnagyobb sikert a Billboard 200-as listáján, ahol második lett. A zenekar hetedik és nyolcadik albuma, a The Black Market (2014) és a Wolves (2017) is nagy sikert aratott, mindkettő a Billboard 200-as lista tíz legjobb helyezettjei közé került. Kilencedik és legfrissebb albumuk, a Nowhere Generation, 2021-ben jelent meg.
Az együttes aktívan támogat és képvisel különféle szervezeteket, ilyen például az Amnesty International, amely az emberi jogok elismertetéséért küzd, vagy az It Gets Better Project. Emellett progresszívan támogatják az állatok jogaiért küzdő szervezetet, a PETA-t, és mindannyian vegetáriánusok.

## Története

### The UnravelingésRevolution per Minute(1999–2003)
Az együttes megalakulásának ideje 1999-re tehető. A chicagói 88 Fingers Loui zenekar feloszlását követően az együttes basszusgitárosa Joe Principe felkereste Tim Mcilrath-t, a Baxter énekesét, hogy dolgozzon együtt vele és Dan Wlekinski (Mr. Precison) gitárossal néhány új dalon amit ők írtak. Az alakuló zenekar ekkor még Transistor Revolt néven játszott. Az együttes első felállása a következő volt: Tim McIlrath (ének), Joe Principe (basszusgitár, vokál), Toni Tintari (dob) és Mr. Precision (gitár, vokál). Bár ebben a formációban soha nem léptek színpadra, kiadtak egy EP-t 2000-ben Transistor Revolt címmel, amely négy dalt tartalmazott. Mind ez a Fat Wreck Chords kiadóhoz történő leszerződés előtt történt. Rövidesen a felvétel elkészítése után Tintari kilépett a zenekarból, a helyét Brandon Barnes foglalta el a dobok mögött, aki azelőtt egy denveri punkegyüttesben, a Pinhead Circusban játszott. Barnes előtt Dan Lumley dobolt ideiglenesen (Screeching Weasel, Squirtgun).

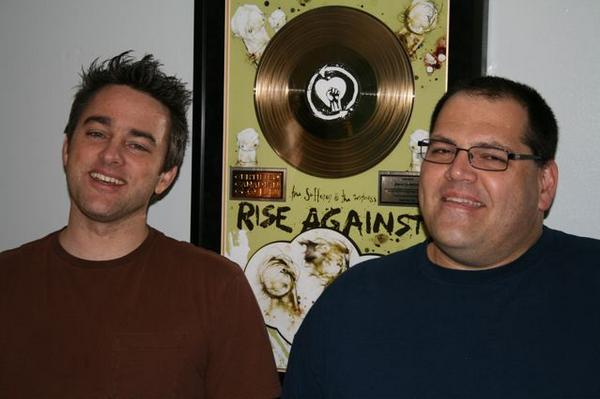
Bill Stevenson és Jason Livermore, a Revolutions per Minute, valamint a lemez után következő öt album producerei.

Az együttes 2001-ben nevet váltott Rise Againstre, majd kiadták az első nagylemezüket, The Unraveling címmel. A lemezt 2001. április 24-én adták ki a Fat Wreck Chordsnál. Az album producere Mass Giorgini volt, aki veteránnak számított a punk zenében, miután olyan zenekarokkal dolgozott együtt, mint az Anti-Flag, vagy a The Queers. Az album felvételei 2000 decemberében történtek az indianai Lafayetteben, a lemezhez teljes mértékben felhasználták a Transistor Revolt egyetlen EP anyagát. Ez a zenekar egyetlen olyan albuma, amelyen Tim McIlrath nem játszik gitáron. Az együttes debütáló lemeze viszonylag jó kritikákat kapott, a negatív kritikák többsége a Fat Wreck Chords eddigi kiadott albumai és ezen lemez közötti stílusbeli különbségre hívta fel a figyelmet. A The Unraveling dalainak stílusában meghatározó szerepet játszik a Black Flag és az 88 Fingers Loui hatása, utóbbi zenekar magától értetődő, hiszen Joe Principe és Mr. Dan Precision is a tagja volt az együttesnek.
Még 2001 augusztusában Tim McIlrath az együttes weboldalán közölte Mr. Precision távozását a zenekarból, alkotói és személyes ellentétekre hivatkozva. Mr. Precision kilépését követően ideiglenesen, az Unraveling turné idejére a zenekar jó barátja Phillip Hill (The Teen Idols) csatlakozott a Rise Againsthez. Nem sokkal később a zenekar Kevin White gitáros felvételét jelentette be. Alig pár hónap közös munkát követően, White kilépett a zenekarból, helyét Todd Mohney váltotta fel, aki Tim McIlrath mellett a The Killing Tree tagja volt.
A zenekar az Unraveling turné után visszatért a stúdióba, hogy rögzítsék második nagylemezüket a Revolutions Per Minute-et. A felvételek 2002 novemberétől decemberig tartottak, az albumot 2003 áprilisában adták ki még a Fat Wreck Chordsnál. Az album producerei Bill Stevenson és Jason Livermore voltak a Blasting Roomban. A lemez dalainak két fő témája a társadalompolitikai problémák és a személyes történetek és kapcsolatok. Mind az Allmusic, mind a punknews.org jobbra értékelte a debütáló albumhoz képest. A punknews.org a következőket írta a lemezről: „A Revolution per Minute könnyen tartozhat a legjobb albumokhoz, amit ebben az évben hallhatunk. Tökéletes keveréke a hardcore és a dallamos punkzenének, a műfajok szokásos sallangjai nélkül.”
Az együttes első két albumuk reklámozása gyanánt, a Sick of It All, Nofx, Agnostic Front, No Use for a Name, AFI, és Strung Out zenekarok előtt játszott egy közös turné során, mind ezek mellett a 2003-as Warped Touron is részt vettek.

### Siren Song of the Counter Culture(2004–2005)
2003 decemberében a Dreamworks Recordshoz szerződtek és megkezdték harmadik nagylemezük, a Siren Song of the Counter Culture felvételeit. A Dreamworks rövidesen egybeolvadt a Universallal és az együttes a Geffenhez, az Universal leányvállalatához került. Az album producere Garth Richardson volt, aki azelőtt nem kisebb nevekkel dolgozott együtt, mint a Red Hot Chili Peppers, vagy a Sick of It All. Az albumot két kanadai stúdióban vették fel, a gibsonsi Plumer Mountain Sound stúdióban és a vancouveri The Wharehouse Studiosban. Nem sokkal azután, hogy a zenekar leszerződött a Geffenhez, Mohney elhagyta a zenekart. Helyére Chris Chasse jött, akit a 2001-es Fuck the World Touron ismertek meg, amikor a Reach the Sky hardcore punk zenekarral játszottak.
2004 augusztusában kiadták a Siren Song of the Counter Culture című nagylemezüket a Geffennél. Ezt tekintették az első főalbumuknak, amivel sikeresen betörtek a Billboard 200-as listájára, emellett Amerikában több mint 500 ezres eladással aranylemez minősítést értek el. Az album nagyrészt pozitív kritikát kapott, de bírálták az elérhetősége és a Rise Against eddigi munkáihoz képest melodikusabb hangzásvilága miatt. Az Allmusic hármasra értékelte a maximális ötből, emellett Johnny Loftus kritikus a következőket írta a lemezről: „a The Siren Song of the Counter Culture dallamai néha elvarázsolják az embert”, de azt is megemlítette, hogy „az együttes főalbumaként lehet jobb döntés lett volna az erőteljesebb hangzásvilág használata”. A zenekar dalszövegei ezen az albumon is változatosak maradtak. Amellett, hogy nem hagyták el az éles társadalomkritikával rendelkező dalokat (State of the Union), erős hangsúlyt fektettek a személyes kapcsolatokról szóló dalokra is (Blood to Bleed, Paper Wings). Az albumon lévő egyetlen akusztikus dal a Swing Life Away egészen 2006-ig a legsikeresebb daluk volt a Billboard listáján, amikor is a Prayer of the Refugge ért el nagyobb sikert nála. Ezen albumon használtak először csellót, rögtön négy dalban is, amely különösképpen jelentős a Dancing for Rain hangzásvilágában.
A Rise Against Észak-Amerikában, Európában, Ausztráliában és Japánban turnézott az albummal. A legemlítésreméltóbb fellépések közé tartozik az első nemzetközi Taste of Chaos turné 2005-ben a Funeral for a Friend, Story of the Year, The Used, és a Killswitch Engage társaságában, a világkörüli turné Angliában, Németországban, Ausztráliában és Japánban, a Give It a Name turné Angliában, a Reading Festival és Leeds Festival Angliában, az amerikai turné az Alkaline Trióval, és a Warped Tour Észak-Amerikában. Ezenkívül a turnék során több híres zenekarral is együtt játszottak, ilyenek a Tsunami Bomb, a Comeback Kid és az Alexisonfire is.

### The Sufferer & the Witness(2006–2007)

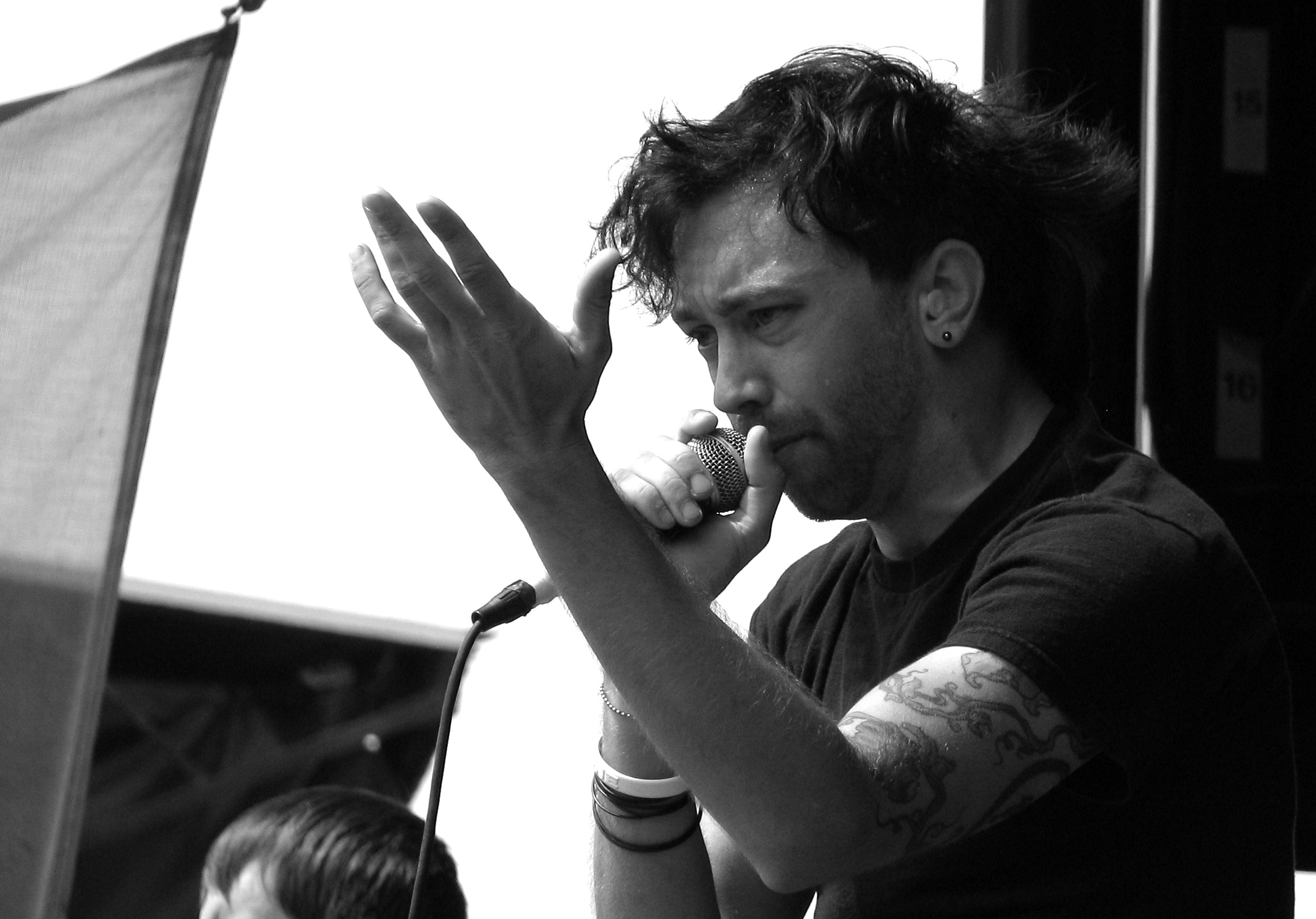
Tim McIlrath egy koncerten a Warped Tour keretében

A Siren Song of the Counter Culture turnéját követően az együttes 2006 januárjában felvette a negyedik stúdióalbumát. A felvételek 12 héten át tartottak, 2006 januárjától áprilisig Az albumot a coloradói Fort Collinsban vették fel a Blasting Room-ban, Bill Stevenson és Jason Livemore producerek segítségével. Az album keverését a kaliforniai Burbankben, a Resonate Sound stúdióban végezte el Chris Lord-Alge. A The Suffer & the Witness 2006. július 4-én jelent meg. A megjelenés hetén összesen 43 897 lemezt adtak el, ezzel az album a tizedik helyezett lett a Billboard 200-as listáján, ami addig a legnagyobb sikerük volt, és 2008 augusztusában aranylemez lett Amerikában. McIlrath az albumcíméről a következőket nyilatkozta: „A szabad információ áramlásának köszönhetően a társadalmunkban, rengeteg szenvedésnek(angolul:suffer) lehetünk szemtanúi (angolul:witness), háborúnak, szegénységnek, éhínségnek és környezeti katasztrófáknak egyaránt.” A The Age újság szerint az együttes a The Suffer and Witnessel „visszatért a saját punk gyökereihez". Azon felül, hogy a Rise Against jó helyezést ért el a slágerlistákon, és magas eladási számmal rendelkezett, az albumot a kritikusok is jól fogadták. Corey Apar az AllMusictól, az albumot négycsillagosra értékelte az ötből, és a következőt mondta: „A zenekar belső ereje találóan jelenik meg a vokálokban és a lázító dalszövegekben,” emellett megjegyezte még, hogy „a Rise Against folytatta radikális szembeszállását a politika terén, és a személyes sérelmeiknek a hangoztatását, azzal a hangzással, amit a váltakozó gitárok, a magabiztos ritmus és Tim McIlrath rekedt hangja alkot". A Fast Forward Weeklynél dolgozó Christine Leonard kritikája viszont negatív volt: „Amilyen gyorsan a Bricks című ballasztikus intenzitású dallal visszatérnek a régi énjükhöz, olyan gyorsan vesztik el a varázst az olyan megkérdőjelezhető próbálkozásokkal, mint a Worth Dying Forral és a nagyon elcsépelt „Prayer of the Refugeeval.”
A lemezről három kislemez jelent meg, ezek közül a legnagyobb sikereket a Prayer of the Refugee érte el, a dal 2009 decemberében aranylemez lett Amerikában, emellett a Billboard Alternative Songs slágerlistán hetedik helyezést ért el 2007 májusában. A Ready to Fall kislemezhez készített videóklip hűen tükrözi a zenekar álláspontját több etikai kérdésben is, ilyen például a nagyüzemi állattartás, vagy az erdőirtások. A videót az MTV Amerikában letiltatta, mert álláspontjuk szerint túl nehéz felfogni a fiatalság számára. A 2007 júniusában megjelenő The Good Left Undone című kislemez volt a legsikeresebb az albumról, ugyanis hatodik helyezést ért el a Billboard Alternative Songs listáján, ezzel a zenekar második Top 10-es kislemeze lett.
2006. december 5-én kiadtak egy DVD-t a legújabb albumuk népszerűsítésére Genereation Lost címmel. A The Suffer and the Witness albumot 2006 második felében és a 2007-es évben reklámozták. Az együttes 2006-ban a Warped tour egyik fő fellépője volt. 2006 második felében az együttes a Thursday zenekarral turnézott a Circa Survive és a Billy Talent mellett. 2007 elején az együttes a My Chemical Romance előzenekara volt az együttes arénaturnéjának első felében. A turné egészen 2007 decemberéig tartott, ezalatt játszottak Amerikában, Ausztráliában, Japánban és Európában is. 2007. február 23-án a Rise Against bejelentette gitárosuk Chris Chasse távozását: Chris önszántából lépett ki a zenekarból mivel a turné menetrendje „túl sok” volt számára. Chasse egy rég ismert barátja került a helyébe, az Only Crimeból ismert Zach Blair.
A turné alatt az együttes felvette második EP-jét Kanadában, This is Noise címmel, amely félévvel később, 2008. január 15-én az Egyesült Államokban is megjelent. Mind az amerikai, mind az európai kiadványokon számos feldolgozás található, olyan zenekaroktól, mint a Black Flag, vagy a Minor Threat.

### Appeal to Reason(2008–2010)

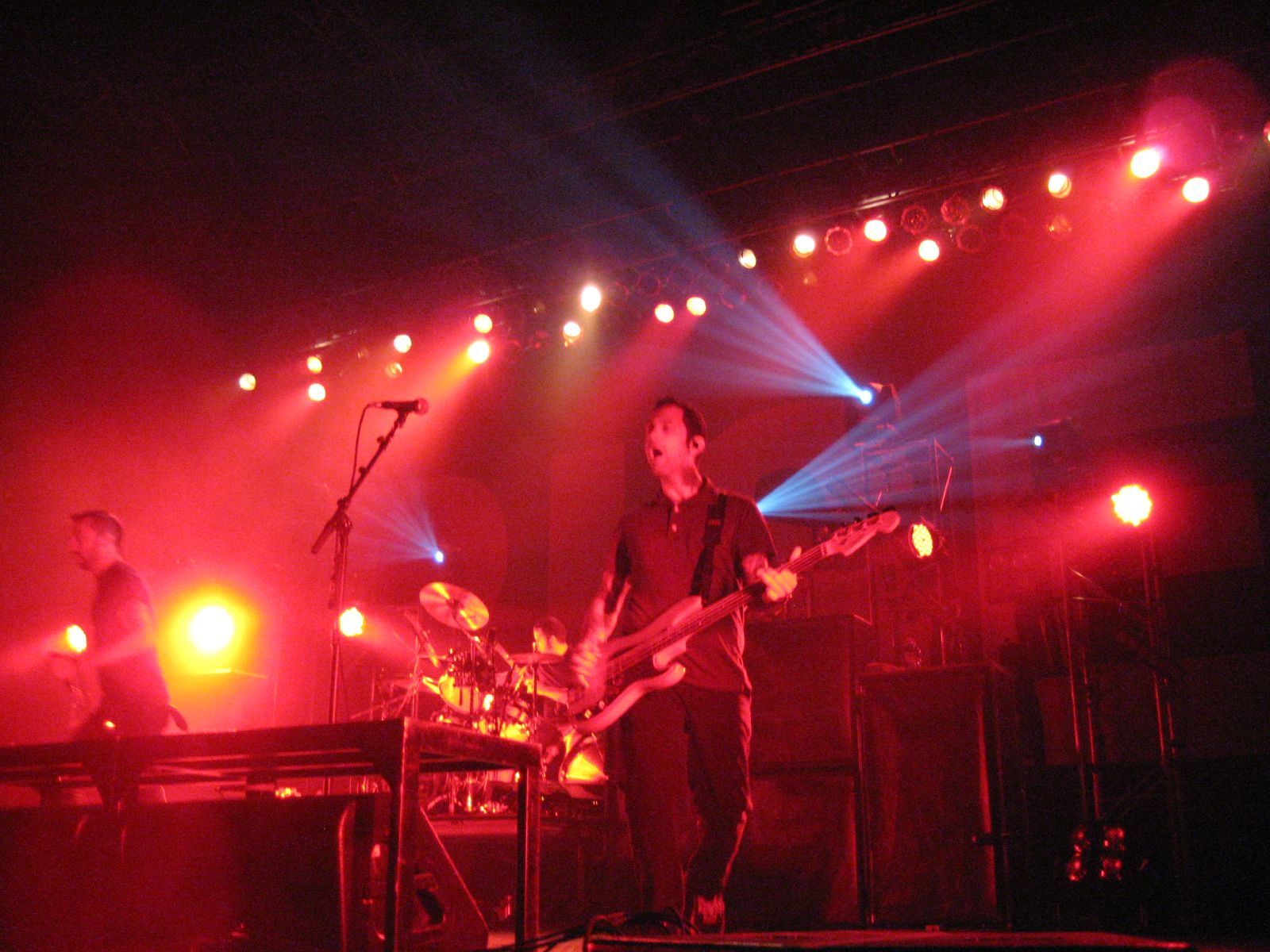
Rise Against egy New York-i koncerten, amellyel az Appeal to Reasont reklámozták

A Rise Against május 17-én fellépett a tizenhatodik, évente megrendezett KROQ Weenie Roast koncerten a kaliforniai Irvineben és a hatodik éve megrendezett Download Festivalon június 13-án az Egyesült Királyságban. Ezek mellett szintén felléptek a svájci Greenfield Festivalon és Németországban a Hurricane és a Southide Festivalon. Mint az előző néhány évben is, az együttes újra részt vett a Warped Touron, bár csak a nyugati parton lépetek fel augusztus 6-tól augusztus 17-ig.
Az utolsó albumuk turnéját követően az együttes nekifogott a következő lemezük felvételeinek, amelyet 2008. január 7-én jelentettek be a weboldalukon. A lemezt, ahogy a Revolution Per Minute-et és a The Suffer & the Witness-t, ugyancsak a Fort Collins-i Blasting Roomban vették fel, Bill Stevenson és Jason Livermore segítségével. 2008 júniusában egy interjú keretében Luisa Mateus a Gigwise.com szerkesztője a készülő albumról kérdezett McIlrathtől, aki a következőt nyilatkozta: „Az album felvételei többnyire befejeződtek és igazán jól sikerültek.” A Rise Againt ötödik stúdióalbuma, az Appeal to Reason október 4-én jelent meg Ausztráliában, október 6-án Európában és október 7-én az Egyesült Államokban. A lemez egy 1897-es baloldali újságról kapta a nevét, bár tartalmilag semmi köze nem volt az ideológiához.
Az első héten az albumból 64 700 példányt adtak el, ezzel az album a harmadik lett a Billboard 200-as listáján, így ez a Rise Against legmagasabb példányszámban eladott albuma a mai napig. Az album viszonylag jó kritikákat kapott, mindemellett nem értékelték annyira jóra, mint a Suffer and the Witness-t, elsősorban a nagyközönség felé közeledés és a hardcore punktól való eltávolodásuk miatt. Marc Weingarten az Entertainment Weeklytől C+ értékelést adott rá, és azt írta: „Az album tele van olyan protestáló himnuszokkal amik hangulatban inkább közel járnak olyan szorongáshoz, mint ami a New Found Gloryban vagy a Fall Out Boyban található, mintsem, hogy a Green Day eredeti felháborodását tükröznék”, és olyan dalokkal amik „életerősek, de elég üresek, tele power akkord használattal és egy kis fűszerezéssel”. Kyle Anderson a Rolling Stone magazintól kijelentette, hogy az Appeal to Reason dalai „egy örökké élesedő pop hatást mutatnak”. Azt is hozzátette, hogy bár lehet, hogy a Rise Against fél hátrahagyni az underground szintet, olyan kiváló dalokkal, mint ezek, igazán készen állnak a világ többi részére is.
Az együttes 2009. március 12-én kiadott egy dalt Death Blossoms címmel, letölthető tartalomként a Guitar Hero: World Tour számítógépes játék számára. A játék a Ready to Fall és az Audience of One című dalokat szintén tartalmazta. Egy másik szerzemény a Sight Unseen nagyjából azonos időben jelent meg a világhálón. 2009 május 12-én, megjelentettek egy kislemezt a Fat Wreck Chords segítségével, Rise Against 7" címmel, a lemez addig két kiadatlan dalt tartalmazott (Grammatizator és a Voice of Dissent), melyeket az Appeal to Reason munkálatai közben vettek fel. A kiadványból 1010 darab jelent meg 7 hüvelykes színes, és 4008 darab fekete bakelit lemezen.
2009 júniusában és júliusában az együttes belekezdett egy észak-amerikai turnéba, olyan zenekarokkal, mint például Rancid, Billy Talent, Killswitch Engage, és a Riverboat Gamblers. 2009 novemberében az Egyesült Királyságban is adtak egy koncertsorozatot, a Thursdayel és a Poinson the Wellel. Továbbá felléptek a KROQ évenként megrendezett karácsonyi estjén az Afit követően 2009 decemberében. Miután befejezték a turnézást Európában (2009 októberétől novemberéig), majd 2010-ben Ausztráliában (januártól februárig) és a nyári európai turnét, 2010 hátralevő részében belekezdtek a következő albumuk felvételeibe.
2010. szeptember 7-én a hivatalos weboldalukon bejelentették, hogy 2010. október 5-én megjelentetik második DVD-jüket Another Station: Another Mile címmel. Az együttes ezen a DVD-n jobban fókuszált az élő fellépéseikre, amelyek addig kiadatlan felvételekként jelentek meg. A film stílusa egy dokumentumfilméhez hasonlít, ez backstage videókat, útközbeni felvételeket és koncert jelenetek tartalmaz. A film számos jelenetét, valamint jelentős tartalmát Budapesten forgatták, ami az Appeal to Reason turné európai szakaszának egyik állomása volt, a Dürer Kertben 2010. június 21-én.

### Endgame(2010–2013)

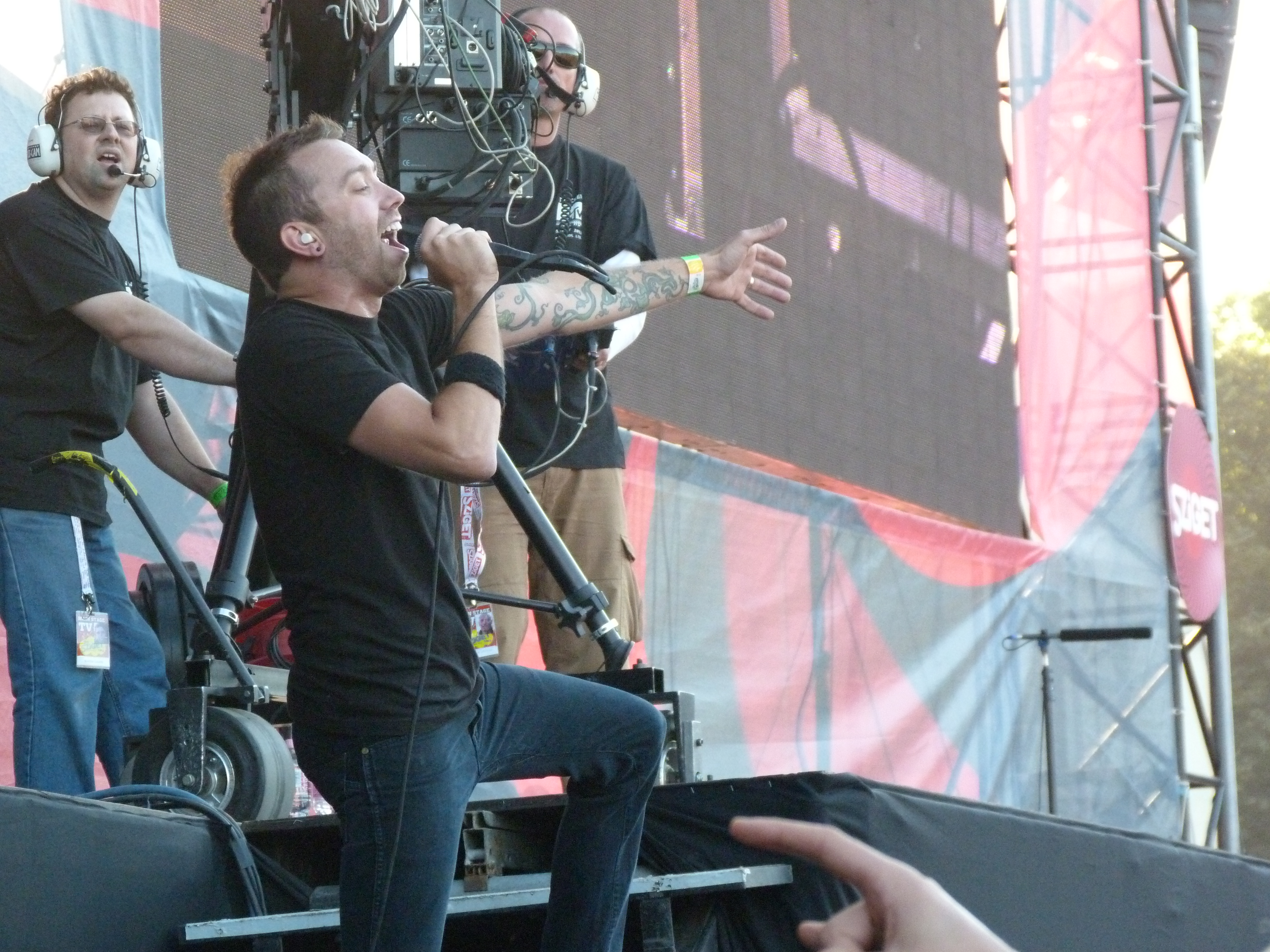
Tim McIlrath a Sziget Fesztiválon 2011-ben

2010. szeptember 14-én az együttes megkezdte hatodik stúdióalbuma, az Endgame felvételeit, több vendégzenész segítségével, amelyet 2011 januárjában fejeztek be. Az album 2011. március 15-én jelent meg. A lemezt a Coloradoi Fort Collins-ban vették fel a Blasting Room stúdióban, Bill Stevenson és Jason Livemore producerek segítségével, akárcsak a The Suffer and the Witness-t.
Az album dalszövegei olyan valós eseményeket idéznek fel, mint például a Katrina hurrikán vagy a mexikói olajkatasztrófa. McIlrath szerint, bár a dalszövegeket zord dolgok inspirálták, igazából egy pozitív szemléletet vesznek fel: „Mi van akkor, ha ez egy jó dolog? Mi van, ha ez a groteszk világ, amit létrehoztunk, nem érdemli meg, hogy fennmaradjon? Mi lenne, ha a változás végén egy olyan helyre jutnánk, ahol mindannyian szívesebben élnénk?”
Az első kislemez, a Help Is on the Way január 17-én debütált a KROQ rádióban. Február 15-én a lemez második dala az Architects is megjelent az együttes hivatalos weboldalán. Ezt követően az album promóciójának megkezdéseként az együttes Dél-Amerikába utazott egy rövid turné kapcsán, majd márciusban Európábában folytatták a turnét. Miután visszatértek Amerikába egy tavaszi koncertsorozatot adtak a Bad Religionnel és a Four Year Stronggal 2011. május 10-én kiadtak egy közös 7 hüvelykes bakelitlemezt a Face to Face zenekarral, amelyen egymás dalait dolgozták fel.
Az Endgame többnyire pozitív kritikákat kapott, legfőképp a zenei stílusuk finomítása miatt az Appeal to Reason után. Thomas Nassiff a következőket írta: „Ahelyett, hogy visszatértek volna a gyökereikhez, a zenekar ezzel az albummal megerősítette a kialakulandó stílusát.” A lemez negatív kritikákat is kapott, főleg a punk stílustól való eltávolodása miatt. Az albumon jelenik meg először a Rise Against álláspontja a homofóbiát illetően, a lemez harmadik dala, a Make It Stop (September's Children) kapcsán, amelyet a 2010 szeptemberi homoszexuális tinédzser öngyilkosságok, és egy rajongói levél ihletett, különösen kiemelve Tyler Clementi, Billy Lucas, Harrison Chase Brown, Cody J. Barker, és Seth Walsh halálát.
2011 augusztusában részt vettek a Reading és a Leeds fesztiválon. Ugyanabban az évben több neves zenekarral léptek fel különböző fesztiválokon. Ilyen például a Foo Fighters, akikhez észak-amerikai turnéjuk állomásain csatlakoztak 2011 szeptemberében, vagy a Flogging Molly és a Black Pacific, akikkel 2011 októberében játszottak több Kanadai nagyvárosban. A turné egyik pontja Magyarországon a Sziget Fesztivál volt 2011. augusztus 10-én, a zenekar ott a Flogging Mollyval játszott egy színpadon. A zenekar 2012-es amerikai turnéja első állomásain együtt játszott az A Day to Rembemberrel, majd az év márciusában az Architects és a Touché Amoré zenekarokkal játszottak közösen Európa számos országában, többek között március 19-én Budapesten a Petőfi Csarnokban.
2012 februárjában az együttes több híres zenekar mellett közreműködött a Chimes of Freedom: Songs of Bob Dylan Honoring 50 Years of Amnesty International válogatásalbum készítésében. A zenekar a lemezre a The Ballad of Hollis Brown című Bob Dylan-dalt dolgozta fel saját stílusában. Tim McIlrath a következőt nyilatkozta a dalról: „Egyik nap a »The Ballad of Hollis Brown« megszólalt az öltözőnkben, és azonnal megragadott.” Az albumból származó bevételt az emberi jogok érvényesítésért küzdő Amnesty International szervezet kapta.
Tim McIlrath énekes egy a Rolling Stone magazinnak adott interjúban arról beszélt, hogy 2013-ban nem terveznek új lemezt, hanem egy rövid időre visszavonulnak kipihenni a két éven át tartó folyamatos turnézást.

### Long Forgotten SongsésThe Black Market(2013–2014)
2013. május 22-én Joe Principe basszusgitáros az AbsolutePunk.net-nek azt nyilatkozta, hogy a zenekar elkezdett dolgozni a hetedik nagylemezén, amely valószínűleg 2014-ben jelenik majd meg. 2013. szeptember 10-én a zenekar megjelentetett egy válogatásalbumot Long Forgotten Songs: B-Sides & Covers (2000-2013) néven, ami az addig kiadott nagylemezek b-oldalas dalait és több feldolgozást tartalmaz. McIlrath úgy jellemezte a Long Forgotten Songs-t, mint "utazás a múltban" mind a zenekar tagjai, mind a rajongók számára.
2014. áprilisában a zenekar posztolt a Facebook oldalára egy rövid videót a következő albummal kapcsolatban, "Coming Soon" üzenettel. Június 4-én kiderült, hogy az album címe The Black Market lesz, majd 10-én megjelent az első kislemez az albumról, az I Don't Want To Be Here Anymore. A The Black Market 2014. július 15-én jelent meg. Az album kiadása után a zenekar elérte a második Billboard's Top Rock Albums első helyezését, a Nielsen SoundScan szerint 53000 eladással. Az első ilyen helyezésüket az ezt megelőző albumukkal, az Endgame-mel érték el. Ez volt a negyedik egymást követő albumuk, amely a Billboard 200 lista tíz legjobb helyezettje között debütált, és tizenegy hétig tartózkodott a listán. A The Black Market nemzetközi szinten is sikeres volt, különösen Kanadában, ahol a Rise Against harmadik egymást követő albuma lett, amely az első helyre került. A kritikusok értékelései nagyrészt pozitívak voltak; elismerték az elmélyült dalszövegeket, de gyakran panaszkodtak a zenére, ami szerintük sablonos és unalmas lett. Az album népszerűsítése érdekében a Rise Against 2014 és 2015 során több más rockzenekarral turnézott, mint például az Emily's Army, a Touché Amoré és a Killswitch Engage.
A The Black Market turné részeként 2015. július 2-án felléptek a soproni VOLT Fesztiválon.

### Wolves és Nowhere Generation (2017–  )
2017. április 18-án a zenekar közzétett egy új, rejtélyes weboldalt, amelyen titkosítva látszott az új albumon szereplő dalok listája és a lemez címének bejelentési dátuma. 2017. április 20-án a Rise Against bejelentette új albumuk címét, a Wolves-t, amelyet 2017. június 9-én adtak ki a Virgin Records gondozásában. Az album első kislemeze, a The Violence, szintén 2017. április 20-án jelent meg. Az album népszerűsítése érdekében a zenekar bejelentette észak-amerikai turnéját 2017 őszén, melyen a Pierce the Veil és a White Lung együttesek voltak a társfellépők.
2018. március 29-én a zenekar Instagram-fiókján egy videót tett közzé, amelyben bejelentette a The Ghost Note Symphonies, Vol. 1 című projektet. Egy későbbi interjúban a következőt nyilatkozták "a dalok letisztult verzióban, alternatív, egyedi zenekari hangszereléssel és egy-két meglepetéssel jelennek meg a lemezen". 2018. július 27-ét tűzték ki a megjelenés dátumaként. A zenekar kiadott egy akusztikus verziót a House on Fire című dalból, amely az album kislemeze lett, valamint egy akusztikus verziót a Like the Angel című dalból a Revolutions per Minute albumról, 2018. június 8-án.
A Wolves turnéját követően az együttes úgy döntött, hogy a következő albumuk megírásához nyugodtabb megközelítést alkalmaznak. Egy Kerrang! interjúban McIlrath elmondta, hogy nem akarják, hogy siettetve érezzék magukat, az albumot akkor adjuk ki, amikor készen van, nem pedig egy határidőt próbálunk betartani." Ezt követően új zenét 2020-ban adtak ki, amikor a zenekar együttműködött a DC Comics-szal a Dark Nights: Death Metal sorozaton. A zenekar egy új dalt adott ki, Broken Dreams, Inc címmel, mint a képregénysorozat első kislemezét.
A hírek egy új Rise Against albumról 2021 elején kezdtek felbukkanni, amikor a zenekar rejtélyes videókat kezdett közzétenni közösségi média platformjaikon. Ezek a videók végül elvezettek a Nowhere Generation album bejelentéséhez, amely 2021. március 17-én történt. A Broken Dreams, Inc dal mellett a címadó dalt is kiadták második kislemezként. További kislemezek, mint például a The Numbers és a Talking to Ourselves, jelentek meg az album megjelenése előtt, amely végül 2021. június 4-én látott napvilágot. A zenekar az albumot népszerűsítő turnéra indult az Egyesült Államokban, nyáron, a Descendents és a The Menzingers előzenekaraként. Ezt követően 2022-ben több turnéra indultak a Billy Talent, The Used, Senses Fail, Pennywise és a Stick To Your Guns társaságában.
A Nowhere Generation felvételei során a zenekar összesen tizenhat dalt vett fel, de csak tizenegyet tettek rá az albumra. Az öt megmaradt dalt végül 2022-ben adták ki, Nowhere Generation II címmel, amely egy EP-ként szolgál az album folytatásaként. Az EP-t a Last Man Standing című kislemez megjelenésével együtt jelentették be 2022. június 6-án, az EP pedig négy nappal később került kiadásra.
2024. augusztus 13-án felléptek a Budapest Parkban, az Ignite kíséretében.

## Politika és etika
Az együttes tagjai mindannyian vegetáriánusok, az énekes Tim Mcilrath ezen felül vegán. Brandon Barnes-t kivéve mind követői a straight edgenek, azaz tartózkodnak az alkohol fogyasztástól, a dohányzástól és a drog használattól. A zenekar aktív támogatója a PETA-nak, az állatok jogaiért küzdő mozgalomnak. A Ready to Fall című daluk videóklipjében számos felvétel van a nagyüzemi állattartásról, rodeókról, sport vadászásról, ezenfelül az erdőirtásokról, a jégsapkák olvadásáról és erdőtüzekről. A zenekar álláspontja szerint ez a legfontosabb klip, amit eddig készítettek. A videó rendezői változata először a Peta weboldalán jelent meg. 2009-ben a Peta jelölte a zenekart a legnagyobb állatbarát díjra.
A tagok több progresszivista eszmét is támogatnak. A 2004-es amerikai elnökválasztáson tagjai voltak a Punk Voters-nek, amelynek a fő célja a punk zene rajongók felkérése a George W. Bush elleni szavazásra. A Rock Against Bush, Vol. 1 album tartalmazta az együttes Give It All című dalát. A projekt egymillió dollárral támogatta John Kerry elnökjelöltet. Emellett a zenekar erősen bírálta az Iraki háború kérdését, kitérve a háború közvetlen következményire is: például a katonák állapotára a háborúból való visszatérés után, vagy a háború ábrázolását az Egyesült Államokban a média által. Az Appeal to Reason albumon található Hero of War című daluk is hasonló inspirációból született meg 2008-ban. A 2008-as amerikai elnökválasztáson Barack Obamát támogatták. Egy 2011-es interjúban McIlrath a következőket mondta Obama addigi munkásságáról: „Azt hiszem fontos lépéseket tett a törvényhozásban, mint például a »Don’t Ask/Don’t Tell« törvény, a rablóhitel-törvény és a Wall Street reformja. Úgy gondolom ennél többet kell tennünk. Kíváncsian várom az elkövetkezednő két évet. Bízom benne, hogy ezeknek a háborúknak véget vetünk egyszer s mindenkorra.”
2005-ben Joe Principe a következőt nyilatkozta a zenekar politikai nézetéről és a róluk kialakított sztereotípiákról: „A sajtóba legfőképp a politikai nézeteink miatt kerültünk be. Ezért elkönyveltek minket politikai zenekarnak, de nem akarjuk, hogy beskatulyázzanak. Komoly nézeteink vannak, de nem ezt akarjuk a központba helyezni.”
A zenekar aktívan támogatja az It Gets Better projektet, amely azokat a tinédzser gyermekeket segíti, akiket rendszeresen zaklatnak homoszexualitásuk miatt. Az internetes projektet számos homoszexuális fiatal öngyilkossága indította el. Az együttes Make It Stop című dalához forgatott videóklip is ezt mutatja be. A videó egyik jelenetében McIlrath azon fiatalok nevét sorolja fel, akik ez okból lettek öngyilkosok. Nem sokkal az Endgame album megjelenését követően, a Rise Against rész vett a Chimes of Freedom: Songs of Bob Dylan Honoring 50 Years of Amnesty International album elkészítésében, az ebből származó bevételt az Amnesty International emberi jogokért küzdő szervezet számára ajánlották fel.

## Zenei stílus és hatások
A Rise Against hangzását a kritikusok nagy része a dallamos hardcore, a punk rock, valamint a hardcore punk stílusba sorolja. Egy 2006-os interjúban Mcilrath a következőt mondta: „Nem igazán voltunk biztosak abban, hogy milyen stílusú zenekar vagyunk. Mi még csak egy albumot vettünk fel, amire mindannyian igazán büszkék vagyunk és nagyra értékeljük azt, hogy itt tarthatunk.” Az első lemezeik stílusát meghatározta az 88 Fingers Loui zenekarból származó két tag addigi stílusa, amit a gyors punk riffek és lassabb dallamok keveréke jellemzett, emellett Tim McIlrath erőteljes énekére dallamosság és a hörgés minden szegmense jellemző volt. Valamint meghatározó tényező volt zenei inspirációik is, ilyenek például, a chicagói zenekarok (Black Flag, The Smoking Popes). Az együttes több zenekart is megjelölt azok közül, akik hatással voltak zenéjükre. 2004-ben Brandon Barnes a következőt nyilatkozta: „Azt gondolom több olyan hardcore zenekar volt ránk hatással, mint a Cave In, emellett számos olyan punk együttes, mint a Face to Face, Screeching Weasel, vagy a Down By Law.” 2006-ban Tim McIlrath a következőket nyilatkozta a zenekar kezdeti stílusáról: „Mi a Minor Threatet és a Black Flaget utánoztuk. Ki tudja, talán ha Ian MacKaye szeme ki lett volna festve akkor az enyém is.”
Tim McIlrath több interjúban is megemlítette, hogy soha nem szeretett volna olyan fajta zenét játszani és életstílust képviselni, mint a Guns N’ Roses vagy a U2. McIlrath zenei stílusára és életére példaképe, Ian Mackaye zenekarai, a Minor Threat és a Fugazi voltak a legjelentősebb hatással, de a Jawbreakert is szintén jelentősen hatott rá. Egy interjú során McIlrath azt mondta: „Ők mutatták meg nekem, hogy nem csak az a zenélés, ha valaki egy bárban zongorázik, vagy egy imázst próbál eladni egy kiadónak, ami utána kontrollálja az egész életét. A zenélés arról szól, hogy azt játszd, amit érzel és ahogy érzed azt.” Ezenkívül számos könyv is meghatározó volt életében, dalszövegeiben és zenei stílusában egyaránt, ilyen például az 1984 George Orwelltől, vagy a Szép új világ Aldous Huxleytól.
Zach Blair édesapja rádiós DJ volt, így kezdetben a klasszikus rock és a progresszív rock műfaja, hatott rá leginkább. Egy interjú során számos olyan zenekart megemlített, amelyek hatással voltak zenei pályájára, ilyenek például a The Doors, vagy Jimi Hendrix, de mindenekelőtt Pete Townshend gitárjátéka fogta meg. Életének egyik legmeghatározóbb eseménye az 1979-es Woodstocki fesztivál volt, ahol először látta Townshendet játszani. Gyermekkorában nagy hatással volt rá például a Black Flag és a Slayer. Ezekre az együttesekre mind jellemző volt az energikus és agresszív zenei világ. Townshend mellett még inspiráló hatással volt rá például James Hetfield, Scott Ian és Johnny Ramone, valamint Angus Young színpadi játéka és szólói.
Joe Principe zenei játékára nagy hatással volt Karl Alvarez az ALL nevű zenekar basszusgitárosa, valamint Matt Freeman játéka, aki a Rancid világhírű zenésze. Ezenkívül még nagy hatással voltak rá is különböző punk zenekarok, ilyen a Descendents, a NOFX, vagy a Sick of It All, valamint több thrash metal zenekar, mint az Anthrax. Ezek a zenekarok alakították ki a rá jellemző sebességű és kitartó játékot. Brandon Barnes zenei gyökerei nagyapjától erednek, aki chicagói dzsesszdobos volt, tőle kapta első dobszerelését 9 éves korában. Már a középiskolában elkezdett dobolni tanulni, majd a Coloradoi egyetem zenei programjában folytatta a dobolást. Elvin Jones dzsesszdobos és Dave Lombardo, a thrash metal Slayer együttes dobosa, tettek rá nagy hatást.
Egyéb zenekarok, akik hatottak még a Rise Against stílusára a Dead Kennedys, a Refused, a Bad Religion, a Social Distortion, a Nirvana, és az Anti-Flag. A zenekarra alapvetően jellemző a nyers hangzásvilág, ez legfőképp élő fellépéseiken nyilvánul meg, ahol nem, vagy ritkán használnak effekteket. Azonban kezdeti stílusukat követően több dalukban is hallható egy kifinomultabb hangzásvilág, ezt például a Dancing for Rain című dalban a cselló és a zongora játéka teszi elérhetővé. Roadside című dalukban zongora mellett, több hegedűszólamot is hallhatunk. Kevés akusztikus daluk van, azonban ezek rendszerint elérnek valamilyen helyezést a slágerlistákon, ilyen például a Swing Life Away, vagy a Hero of War.

## Tagok
| Jelenlegi tagok - Tim McIlrath – ének, ritmusgitár (1999-től) - Joe Principe – basszusgitár, vokál (1999-től) - Brandon Barnes – dob (2000-től) - Zach Blair – szólógitár, vokál (2007-től) | Korábbi tagok - Toni Tintari – dob (1999–2000) (csak a Transistor Revolt-ban) - Dan Lumley – dob (2000) - Mr. Precision (Dan Wleklinski) – szólógitár, vokál (1999–2002) - Todd Mohney – szólógitár, vokál (2002–2004) - Kevin White – szólógitár, vokál (2002) - Chris Chasse – szólógitár, vokál (2004–2007) |

## Diszkográfia

### Nagylemezek
| Év   | Album                             | Kiadó                 |
| ---- | --------------------------------- | --------------------- |
| 2001 | The Unraveling                    | Fat Wreck Chords      |
| 2003 | Revolutions per Minute            | Fat Wreck Chords      |
| 2004 | Siren Song of the Counter Culture | Geffen Records        |
| 2006 | The Sufferer & the Witness        | Geffen Records        |
| 2008 | Appeal to Reason                  | Geffen Records        |
| 2011 | Endgame                           | Interscope Records    |
| 2014 | The Black Market                  | Interscope Records    |
| 2017 | Wolves                            | Virgin Records        |
| 2021 | Nowhere Generation                | Loma Vista Recordings |

### Válogatásalbumok
- Long Forgotten Songs: B-Sides & Covers (2000–2013) (2013)
- The Ghost Note Symphonies, Vol. 1 (2018)

### EP-k
- This Is Noise (2007)
- Rise Against 7" (2009)
- Grammatizator (2009)
- Join the Ranks (2011)
- Satellite EP (2012)
- Live From The Honda Center (2012)
- Nowhere Sessions (2021)
- Nowhere Generation II (2022)

### Split albumok
- Rise Against / Anti-Flag (2009)
- Rise Against / Face to Face (2011)

### Demók
- Transistor Revolt (2000)

### Kislemezek
- Give It All (2004)
- Swing Life Away (2005)
- Life Less Frightening (2005)
- Ready to Fall (2006)
- Prayer of the Refugee (2006)
- The Good Left Undone (2007)
- Re-Education (Through Labor) (2008)
- Audience of One (2009)
- Savior (2009)
- Help Is on the Way (2011)
- Make It Stop (September's Children) (2011)
- Satellite (2011)
- Wait for Me (2012)
- I Don't Want to Be Here Anymore (2014)
- Tragedy + Time (2014)
- The Violence (2017)
- House on Fire (2018)
- Broken Dreams, Inc. (2020)
- Nowhere Generation (2021)

### Videóalbumok
- Generation Lost (2006)
- Another Station: Another Mile (2010)

### Nem hivatalos kiadványok
- AOL Undercover (2007)

## Díjak és jelölések
| Év   | Jelölt mű                           | Kategória megnevezése                    | Eredmény |
| ---- | ----------------------------------- | ---------------------------------------- | -------- |
| 2006 | Ready to Fall                       | MTVu Good Woodie Award                   | Jelölve  |
| 2008 | Rise Against                        | Rock on Request Award                    | Elnyerte |
| 2009 | Rise Against                        | A legnagyobb állat barát együttes (PETA) | Elnyerte |
| 2009 | Re-Education (Through Labor)        | MuchMusic Video Award                    | Jelölve  |
| 2011 | Make It Stop (September's Children) | MTV Video Music Award                    | Jelölve  |
| 2012 | Ballad of Hollis Brown              | MTV Video Music Award                    | Jelölve  |

## Fordítás
- Ez a szócikk részben vagy egészben  a   Rise Against című angol Wikipédia-szócikk fordításán alapul.  Az eredeti cikk szerkesztőit annak laptörténete sorolja fel. Ez a jelzés csupán a megfogalmazás eredetét és a szerzői jogokat jelzi, nem szolgál a cikkben szereplő információk forrásmegjelöléseként.